# Blue Crane Route
Blue Crane Route es un municipio de la provincia de Cabo Oriental en Sudáfrica, con una población estimada en marzo de 2016 de 36 063 habitantes.
Se encuentra al oeste de la provincia, cerca de la frontera con la provincia Cabo Occidental.